# Persone di nome Alina
| Questa pagina contiene informazioni ricavate automaticamente dalle voci biografiche con l'ausilio del template Bio e di un bot. L'aggiornamento è periodico e automatico e ricostruisce completamente la pagina. Se manca una persona in questa lista, sei pregato di non aggiungerla, ma accertati piuttosto che la sua voce biografica contenga il template Bio e che i dati anagrafici siano correttamente compilati. Se il template Bio manca, inseriscilo tu stesso o, in alternativa, metti l'avviso {{tmp\|Bio}} che ne segnala la mancanza. Se i dati riportati sono sbagliati, correggi direttamente la voce biografica; le modifiche saranno visibili in questa lista entro pochi giorni. Per chiarimenti vedi il progetto antroponimi. La lista contiene solo le 61 persone che sono citate nell'enciclopedia e per le quali è stato implementato correttamente il template Bio. Pagina aggiornata al 6 ago 2025. |

Questa è una lista di persone presenti nell'enciclopedia che hanno il nome Alina, suddivise per attività principale.

## Altiste(1)
- Alina Astafei, ex altista rumena (Bucarest, n. 1969)

## Attiviste(1)
- Alina Fernández, attivista cubana (L'Avana, n. 1956)

## Attrici(4)
- Alina Boz, attrice turca (Mosca, n. 1998)
- Alina Janowska, attrice polacca (Varsavia, n. 1923 - Varsavia, † 2017)
- Alina Moradei, attrice e doppiatrice italiana (Chiavari, n. 1928 - Roma, † 2016)
- Alina Nedelea, attrice rumena (Bucarest, n. 1980)

## Attrici pornografiche(1)
- Alina Lopez, attrice pornografica statunitense (Seattle, n. 1995)

## Calciatrici(1)
- Alina Litvinenko, calciatrice kirghisa (n. 1995)

## Cantanti(4)
- Alina, cantante e attrice italiana (Blera, n. 1990)
- Alina Devecerski, cantante svedese (Sundbyberg, n. 1983)
- Alina Eremia, cantante, attrice e personaggio televisivo rumena (Buftea, n. 1993)
- Alina Hrosu, cantante ucraina (Černivci, n. 1995)

## Cantautrici(2)
- Alina Baraz, cantautrice statunitense (Cleveland, n. 1993)
- Alina Orlova, cantautrice lituana (Visaginas, n. 1988)

## Cestiste(4)
- Alina Crăciun, ex cestista rumena (Galați, n. 1993)
- Alina Jahupova, cestista ucraina (Dnipropetrovs'k, n. 1992)
- Alina Słabęcka, ex cestista polacca (Poznań, n. 1974)
- Alina Szostak, cestista polacca (Cracovia, n. 1937 - † 2015)

## Danzatrici(2)
- Alina Cojocaru, ballerina romena (Bucarest, n. 1981)
- Alina Alekseevna Somova, ballerina russa (Leningrado, n. 1985)

## Fondiste(1)
- Alina Meier, fondista svizzera (Davos, n. 1996)

## Ginnaste(7)
- Alina Ermolova, ginnasta russa (Šachty, n. 2001)
- Alina Harnas'ko, ginnasta bielorussa (Minsk, n. 2001)
- Alina Kabaeva, ex ginnasta, politica e modella russa (Taškent, n. 1983)
- Alina Makarenko, ginnasta russa (Ėlista, n. 1995)
- Alina Maksymenko, ex ginnasta ucraina (Zaporižžja, n. 1991)
- Ștefania Stănilă, ginnasta rumena (Aninoasa, n. 1997)
- Alina Tumilovič, ginnasta bielorussa (Minsk, n. 1990)

## Giocatrici di curling(1)
- Alina Pätz, giocatrice di curling svizzera (Urdorf, n. 1990)

## Judoka(1)
- Alina Alexandra Dumitru, judoka rumena (Bucarest, n. 1982)

## Lottatrici(2)
- Alina Berežna, lottatrice ucraina (Čita, n. 1991)
- Alina Hrušyna, lottatrice ucraina (n. 1999)

## Lunghiste(1)
- Alina Rotaru-Kottmann, lunghista rumena (Bucarest, n. 1993)

## Marciatrici(2)
- Alina Cvilij, marciatrice ucraina (n. 1994)
- Alina Ivanova, ex marciatrice e maratoneta russa (Čeljabinsk, n. 1969)

## Mezzofondiste(1)
- Alina Reh, mezzofondista tedesca (Laichingen, n. 1997)

## Modelle(2)
- Alina Buchschacher, modella svizzera (Berna, n. 1991)
- Alina San'ko, modella russa (Azov, n. 1998)

## Multipliste(1)
- Alina F'odorova, multiplista ucraina (n. 1989)

## Nuotatrici(2)
- Alina Zmushka, nuotatrice bielorussa (Kalinkavičy, n. 1997)
- Alina Šynkarenko, nuotatrice artistica ucraina (Donec'k, n. 1998)

## Ostacoliste(1)
- Alina Talaj, ostacolista bielorussa (Orša, n. 1989)

## Pattinatrici artistiche su ghiaccio(1)
- Alina Zagitova, pattinatrice artistica su ghiaccio russa (Iževsk, n. 2002)

## Politiche(1)
- Alina Gorghiu, politica rumena (Tecuci, n. 1978)

## Rapper(1)
- Alina Paš, rapper e cantante ucraina (Buštyna, n. 1993)

## Registe(1)
- Alina Marazzi, regista italiana (Milano, n. 1964)

## Scacchiste(2)
- Alina Anatol'evna Kašlinskaja, scacchista russa (Mosca, n. 1993)
- Alina l'Ami, scacchista rumena (Iași, n. 1985)

## Schermitrici(2)
- Alina Expósito, ex schermitrice cubana (Caibarién, n. 1944)
- Alina Komaščuk, schermitrice ucraina (Netišyn, n. 1993)

## Sciatrici alpine(1)
- Alina Willi, sciatrice alpina svizzera (n. 2006)

## Scrittrici(2)
- Alina Bronsky, scrittrice e giornalista sovietica (Ekaterinburg, n. 1978)
- Alina Reyes, scrittrice francese (Bruges, n. 1956)

## Scultrici(2)
- Alina Ferdinandy, scultrice e saggista slovacca (Košice, n. 1926 - Bratislava, † 1974)
- Alina Szapocznikow, scultrice polacca (Kalisz, n. 1926 - Parigi, † 1973)

## Skeletoniste(1)
- Alina Tararyčenkova, skeletonista russa (n. 2000)

## Tenniste(3)
- Alina Korneeva, tennista russa (Mosca, n. 2007)
- Alina Židkova, ex tennista russa (Mosca, n. 1977)
- Alina Čaraeva, tennista russa (Russia, n. 2002)

## Violiniste(1)
- Alina Ibragimova, violinista russa (Polevskoj, n. 1985)

## Senza attività specificata(1)
- Alina Scholtz, architetta polacca (Lublino, n. 1908 - Varsavia, † 1996)